# Canal de Jintotolo
El canal o estrecho de Jintotolo es una masa de agua que conecta el mar de Sibuyán con el mar de Bisayas. Se encuentra entre las islas filipinas de Panay y Masbate, y es una importante ruta de navegación hacia y desde la región de Bisayas Central.
La isla de Jintotolo y los 3 pequeños islotes de las islas Zapatos se encuentran en el centro del canal.
El canal se distingue por un faro en la isla de Jintotolo. El faro fue construido en 1890 y tiene un plano focal de 57 metros (187 pies) con 3 destellos blancos cada 10 segundos.